# Taanit (Talmud)
Taanit (en hebreo: מסכת תענית) (transliterado: Masejet Taanit ) es un tratado de la Mishná, la Tosefta y el Talmud. En el judaísmo estas son las obras básicas de la literatura rabínica. Este tratado se dedica principalmente a los ayunos, a sus prácticas y oraciones. En la mayoría de las ediciones del Talmud este tratado es el noveno del orden de Moed, y está dividido en cuatro capítulos que contienen 34 folios en total. El siguiente es un resumen de su contenido:

## Contenido del tratado
Capítulo 1: El capítulo trata sobre el tiempo cuando se debe empezar a hablar de la lluvia en la segunda bendición del Shmoneh Esreh y a rezar para que llueva en la octava bendición (1-3); el tiempo durante el cual se debe ayunar debido a la escasez de lluvia -dos períodos sucesivos de tres días cada uno, y uno final de siete días- y las distinciones entre estos varios días con respecto al rigor en el ayuno (4-6); la naturaleza del duelo nacional en caso de que no llueva después de muchos días de ayuno (7).
Capítulo 2: Este capítulo trata sobre las ceremonias que deben ser observadas en el ayuno (1); las oraciones y el sonido de la trompeta en este sentido (2-5); la participación de los sacerdotes, tanto en los ayunos de tres días, como en los de siete días (6-7); días en que los ayunos públicos están prohibidos según el Meguilat Taanit (8-10).
Capítulo 3: Este capítulo trata sobre los casos en los que el orden del ayuno puede ser cambiado, y la trompeta puede ser tocada al principio del ayuno (1-3); en otras ocasiones en las que el ayuno es sostenido y la trompeta es tocada, como cuando una plaga estalla en una ciudad, o cuando un ejército marcha contra ella (4-7); habla acerca de Joni Hameaguel, quien oró por la lluvia (8); en los casos en los que el ayuno cesa cuando la lluvia comienza a caer (9).
Capítulo 4: El capítulo trata sobre los días en que los sacerdotes levantan sus manos cuatro veces para bendecir al pueblo (1); la institución de asistentes laicos para el sacrificio, el tiempo en que se reunían, los días en que ayunaban, y las secciones de las escrituras que leían cada día (2-4); el día del mes designado para traer la ofrenda de leña, durante el período del Templo (5); el 17 de Tammuz y Tisha B'Av, y los cinco tristes acontecimientos que le ocurrieron al pueblo judío en cada uno de estos días (6-7); las festividades que marcaron a Yom Kippur y Tu B'Av (el día más importante de la ofrenda de leña) en la antigüedad en Jerusalén, cuando las doncellas, vestidas de blanco, bailaron entre los viñedos y llamaron a los jóvenes a buscar novias dignas para sí mismos (8).